# Ремнёв, Андрей Владимирович
Андрей Владимирович Ремнёв (род. 11 января 1962, Яхрома, Московская область) — российский художник. Заслуженный художник Российской Федерации (2025).

## Биография
Родился в семье врачей. В 1983 году окончил Московское художественное училище памяти 1905 года. Выпускник Московского художественного института им. Сурикова (мастерская К. Тутеволь и Е. Максимова), где одним из первых написал диплом на церковную тему. В 1996 году начал 8-летнее изучение иконописи под руководством иконописца о. Вячеслава (Савиных) в Спасо-Андронниковом монастыре. Работу на религиозные темы не оставил и в 2000—2010-е годы: расписал плафон часовни рядом с этим монастырем, создал большую икону для Дивеевского монастыря.
Персональные выставки художника прошли в Москве, Рязани, Сергиевом Посаде, Дмитрове, Гааге, Трентоне, других городах. Художественный руководитель пленера и член жюри международного молодежного фестиваля «Русская весна» (Бавария 2012; Барселона 2013; Париж 2014). Преподает в МГАХИ им. Сурикова. Почетный член-корреспондент Международной академии культуры и искусства.
Образы Ремнёва, основанные на переработке русских мотивов, вдохновляли зарубежных дизайнеров: коллекция осень-зима 2015 испанского дома «Delposo» была создана под впечатлением от работ Ремнёва, а коллекция весна-лето 2018 итальянского дома «Vivetta» создавалась в коллаборации с художником. Дизайнер Алена Ахмадуллина, не получив разрешения у Ремнёва, позаимствовала мотивы картин художника для росписи стен петербургского ресторана The Repa, однако до суда дело не дошло.

## Характеристика
Техника художника, по его собственным словам, строится на соединении приемов древнерусской иконописи, русской живописи XVIII века, композиционных находок «Мира искусства» и русского конструктивизма. Искусствовед Евгений Штейнер характеризует его как одного из редких современных художников, умеющих писать карнацию. Для написания картин Ремнёв использует древние техники, сам изготавливая натуральные краски на основе яичного желтка.
Наибольшую популярность приобрели работы художника, в которых используются визуальные мотивы русской провинциальной жизни.

«Фигуры Ремнёва с их неподвижностью или замедленной манекенно-статуарной пластичностью существуют в особом статичном пространстве, где время остановлено, а атмосфера ясна и прозрачна до безвоздушности. Его тела вызывают ассоциации с героями Пьеро делла Франческа, молчаливо и недвижно участвующими в некоем сакральном миракле, — вспомните хотя бы фигуры Пьеро в „Бичевании“ или „Вознесении“. Этот неторопливый ритм жизни в картинах Ремнёва можно описывать словами из старого словаря по искусству: предстояние или sacra conversazione (священное собеседование)».

В середине 2010-х годов в творчестве Ремнёва возникли новые темы — он заинтересовался зарисовками с натуры современных российских артистов балета (таким образом, также продолжив традиции художников Серебряного века). Большая серия набросков была сделана в 2017 году в Перми, во время постановок балетов Стравинского в рамках Дягилевского фестиваля, некоторые из работ вошли в буклет, выпущенный театром к премьере балетов. Тогда же, благодаря приглашению премьера Артёма Овчаренко и балерины Ольги Смирновой, Ремнёв получил возможность рисовать в классах и за сценой Большого театра и создал серию работ о постановке «Дамы с камелиями» Ноймайера. Также он сделал зарисовки с репетиций оркестра MusicAeterna, графические портреты Теодора Курентзиса, Натальи Осиповой, Ольги Смирновой, Артёма Овчаренко, Бориса Акимова, Оксаны Кардаш и Давида Мотта Соареса. Отдельная станковая серия была посвящена дягилевским сезонам.
Ремнев много работает как портретист для частных заказчиков, один из его портретов, находящийся в частной коллекции, принял участие в репрезентативной выставке Русского музея «Портрет семьи» (2014) как иллюстрация новейшего жанра — современного российского заказного портрета.